# Рене Русо
Рене Русо (на английски: Rene Russo) е американска актриса и модел. 

## Биография

### Ранни години
Рене Русо е родена на 17 февруари 1954 г. в Бърбанк, Калифорния. Дъщеря е на работничка и барманка и на автомобилен техник и скулптор. Когато е на две години, баща ѝ Нино Русо, напуска семейството и тя израства заедно със сестра си Тони и майка си Шърли.
До 10 клас Рене е учила в гимназия Бъроуз. След 10 клас напуска гимназията, поради липса на финансови средства, и започва временни почасови работи. Сред дейностите, които е практикувала, са: продавачка на напитки в киносалон, хостеса в ресторант, продавачка в магазин в Дисниленд и във фабрика за очила.
През 1972 г., когато Русо е на 17 г., бива забелязана от Джон Кросби – мениджър на International Creative Management. Той я насърчава да стане модел и няколко месеца по-късно подписва договор с модна агенция Форд. Рене става един от топ моделите на САЩ през 1970-те и началото на 1980-те години. Снима се на редица корици на списания, сред които са Вог, Космополитън и Мадмоазел, както и в телевизионни реклами на парфюми и козметика.

### Кариера
До 30-годишнината си Рене Русо е финансово обезпечена. Интересът към нея като модел намалява, поради което се оттегля от шоу бизнеса за известно време и се насочва към изучаването на християнска теология и литература. Записва се на актьорско майсторство и започва да участва в малки театрални постановки в регионални театри в Лос Анджелис и на други места в Калифорния.
Телевизионният дебют на Русо е през 1987 г. в сериала „Sable“, който е базиран на комикс книга. Прави филмовия си дебют през 1989 г., в комедията „Основна лига“, написана и режисирана от Дейвид Уорд. През 1990 г. играе поддържаща роля в комедийния филм „Пратеник на съдбата“, а през 1991 г. има водеща роля във филма „Едно добро ченге“, където си партнира с Майкъл Кийтън. По-късно участва в „Freejack“ – филм, получил негативни отзиви от критиците. Въпреки негативните отзиви, тя е номинирана за награда за най-добра поддържаща женска роля.
През 1992 г. постига огромен успех с ролята си на детектив Лорна Коул в „Смъртоносно оръжие 3“. През 1993 г. участва в трилър филма „Под прицел“, където си партнира с Клинт Истууд. През 1995 г. участва във филма „Зараза" и „Игра на пари", режисиран от Бари Зоненфелд. През 1996 г. играе в романтичната комедия „Тенекиена купа“ заедно с Кевин Костнър и във филма „Откуп“, режисиран от Рон Хауърд, където си партнира с Мел Гибсън. Вторият филм, получил негативни отзиви от критиците, в които участие е взела Рене Русо е „Бъди". През 1998 г. участва във филма „Смъртоносно оръжие 4“, който е последен от поредицата. През 1999 г. играе заедно с Пиърс Броснан във филма „Аферата Томас Краун“, режисиран от Джон Мактиърнън. През 2002 г. Русо се появява в комедийния филм „Големи неприятности“. По-рано през същата година участва заедно с Робърт де Ниро в „Шоуто започва“. През 2005 г. тя продуцира и участва във филма „Хазарт“, заедно с Ал Пачино и Матю Макконъхи. Същата година се снима с Денис Куейд в „Твоите, моите, нашите“. След 6-годишна почивка, през 2011 г. се снима в „Тор:Богът на гръмотевиците", а през 2013 г. в „Тор: Светът на мрака". През 2015 г. се снима в „Лешояда“ – филм, написан и режисиран от съпруга ѝ Дан Гилроу. През същата година си партнира с Робърт Де Ниро в „Обратно в играта“.

### Личен живот
През 1992 г. Рене Русо сключва брак със сценариста Дан Гилрой. Имат дъщеря – Роуз, родена през 1993 г. Живеят в Брентууд, Лос Анжелис, Калифорния.

## Филмография

### Кино
| година | филм                              | оригинално заглавие                    | роля                       | режисьор              |
| ------ | --------------------------------- | -------------------------------------- | -------------------------- | --------------------- |
| 1989   | Висша бейзболна лига              | Major League                           | Лин Уелс                   | Дейвид Уорд           |
| 1990   | Пратеник на съдбата               | Mr. Destiny                            | Синди Джо Бъмпърс / Бъроус | Джеймс Ор             |
| 1991   | Едно добро ченге                  | One Good Cop                           | Рита Люис                  | Хейууд Гулд           |
| 1992   | Беглеца                           | Freejack                               | Джули Редлънд              | Джеф Мърфи            |
| 1992   | Смъртоносно оръжие 3              | Lethal Weapon 3                        | Лорна Коул                 | Ричард Донър          |
| 1993   | Под прицел                        | In the Line of Fire                    | Лили Рейнис                | Волфганг Петерсен     |
| 1994   | Висша бейзболна лига 2            | Major League II                        | Лин Уелс                   | Дейвид Уорд           |
| 1995   | Зараза                            | Outbreak                               | Роби Кеуф                  | Волфганг Петерсен     |
| 1995   | Игра на пари                      | Get Shorty                             | Карън Флорес               | Бари Зоненфелд        |
| 1996   | Тенекиена купа                    | Tin Cup                                | Д-р Моли Гризуолд          | Рон Шелтън            |
| 1996   | Откуп                             | Ransom                                 | Кейт Мълън                 | Рон Хауърд            |
| 1997   | Бъди                              | Buddy                                  | Гертруд (Труди) Линц       | Керълайн Томпсън      |
| 1998   | Смъртоносно оръжие 4              | Lethal Weapon 4                        | Лорна Коул                 | Ричард Донър          |
| 1999   | Аферата Томас Краун               | The Thomas Crown Affair                | Катрин Банинг              | Джон Мактиърнън       |
| 2000   | Приключенията на Роки и Булуинкъл | The Adventures of Rocky and Bullwinkle | Наташа Фатале              | Дес МакАнуф           |
| 2002   | Шоуто започва                     | Showtime                               | Чейз Рензи                 | Том Дей               |
| 2002   | Големи неприятности               | Big Trouble                            | Анна Херк                  | Бари Зоненфелд        |
| 2005   | Хазарт                            | Two for the Money                      | Тони Абрамс                | Ди Джей Карузо        |
| 2005   | Твоите, моите и нашите            | Yours, Mine and Ours                   | Хелън Норт                 | Раджа Госнел          |
| 2011   | Тор: Богът на гръмотевиците       | Thor                                   | Фрига                      | Кенет Брана           |
| 2013   | Тор: Светът на мрака              | Thor: The Dark World                   | Фрига                      | Алън Тейлър           |
| 2014   | Лешояда                           | Nightcrawler                           | Нина Ромина                | Дан Гилрой            |
| 2015   | Франк и Синдни                    | Thor: The Dark World                   | Синдни                     | Джи.Джей. Ичтернкамп  |
| 2015   | Обратно в играта                  | The Intern                             | Фиона                      | Нанси Майърс          |
| 2017   | Просто да започнем                | Just Getting Startedn                  | Сузи                       | Рон Шелтън            |
| 2019   | Кадифена резачка                  | Velvet Buzzsaw                         | Родора Хейз                | Дан Гилрой            |
| 2019   | Отмъстителите: Краят              | Avengers: Endgame                      | Фрига                      | Антъни Русо, Джо Русо |

### Телевизия
| година      | филм | оригинално заглавие | роля        | режисьор |
| ----------- | ---- | ------------------- | ----------- | -------- |
| 1987 – 1988 |      | Sadle               | Идън Кендел | екип     |